# Немовичі (село)
Немо́вичі — село у Немовицькій сільській громаді Сарненського району Рівненської області України. Населення — близько 4,16 тис. жителів, До 2017 — центр сільської ради. Розташоване за 12 км від районного центру, за 5 км від залізничної станції Немовичі.

## Назва
За княжої доби всі вагомі і важливі питання громади виносились на віче (загальні збори). Громадою, що прижилася на березі річки Язвинка, кермував німий ватаг (староста), через що віче проходило «на німо», без слів і вигуків, адже ватаг і так нічого не чув. Через деякий час громаду почали називати німе віче, а згодом німовічи.
Проходили роки, поселення розросталось і стало селом Німовичи. В радянські часи, коли назви підганялись під російський манер, воно отримало назву Немовичі.
Із старослов'янської «немов», «ич» — «німого», «син».

## Історія

### Пракорені
Історія села Немовичі невіддільна від історії всього великого краю — Волині. Перша письмова згадка про село відноситься до 1293 року.
Вивчивши могильники Княжої доби у межиріччі Турії та Бугу, зокрема біля села Немовичі, відомий історик, доктор історичних наук, професор Волинського державного університету ім. Лесі Українки М. М. Кучинко у своєму досліджені «Історична Волинь» стверджує, що поховання відноситься до XI—XIII ст. н. е., про що свідчать залишки поховального інвентарю, дуже бідного, в основному — це горщики, глиняні прясла, та кремені до залізних кресал. Жили тут в той час нащадки слов'ян, які сповідували християнство, що підтверджено знайденими бронзовими хрестиками та кістяками з перехрещеними руками. Основним заняттям було землеробство, скотарство, рибальство, збиральництво. Були і плисаки, які сплавляли ліс по Случі в Польщу та Німеччину. Плисаки користувались величезною повагою, бо вони привозили закордонні хустки й інші товари.

### Період польського панування
Після Люблінської унії 1569 р. територія, на якій було розташоване село, відійшла під владу Польщі, панування якої тут тривало понад два століття. Польські феодали нещадно експлуатували селян. Панщина становила 4-5 днів на тиждень. Користуючись необмеженою владою, шляхта піддавала селян жорстоким тортурам, за найменшу провину заковувала їх в кайдани, кидала у в'язницю. Особливо посилився антифеодальний рух на Сарненщині тоді, коли сюди у 1596 році прибули повстанські загони Северина Наливайка. Сотні жителів сіл влилися в їхні ряди, включилися в активну боротьбу проти шляхетського панування.
В період визвольної війни під проводом Богдана Хмельницького в Немовичах діяли повстанські загони. В 1704 році селом проходив зі своїм військом Іван Мазепа, а в 1786 році багато немовичан брали участь в гайдамацькому повстанні — Коліївщині.

### В складі Російській імперії
З другим поділом Польщі 1793 року село підпало під вплив Російської імперії в складі Волинської губернії. У 1848 році після проведення інвентарної реформи в селі були закріплені за селянами землі. За реформою 1861 року селяни купували цю землю за цінами в декілька разів вищими від реальних, що викликало опір і відчайдушні протести, знову горіли фільварки і маєтки панів.
Донесення волинського губернатора М. В. Друцького-Соколинський міністру внутрішніх справ С. С. Ланському про відмову селян визнати своїм власником С. Кашовського і про вимогу перевести їх в казенне відомство.
Станом на 1859 рік, Немовичі було власницьким селом, тут діяла дерев'яна православна церква, римо-католицька каплиця і винокурний завод.

#### Будівництво залізниці
У 1873–1875 роках поблизу села велося будівництво залізниці Здолбунів — Ковель, завдяки чому, багато селян отримало «ремісницьку» роботу. Великий обсяг робіт без необхідних засобів механізації зумовлював залучення великої кількості робітників. Єдиним землерийним інструментом була лопата — грабарка, а транспортом — ноші. Там, де прокладали залізницю, не завжди могли пройти навіть запряжені кіньми вози. На спорудження залізниці було відведено мало часу. До того ж скорочення строків будівництва обіцяло чималі бариші підрядчикам, і тому вони нещадно визискували трудовий люд. Робочий день на будові тривав 12—14 годин на добу. Жили грабарі в землянках, де під ногами хлюпала вода, а то й просто неба, у нашвидкуруч зроблених з гілля і листя наметах. Вони голодували і мерзли, виснажувались на неймовірно важкій роботі, терпіли від різних хвороб, від жорсткого поводження з ними. На будівництві, звичайно, не могло бути й мови про будь-яку охорону праці. Нещасні випадки і захворювання від виснажливої праці були звичайним явищем. Ціною надлюдської праці залізницю було побудовано за порівняно короткий час.

### Перша світова війна
Більше року поблизу села протримався фронт у 1916 році під час Першої світової війни. В цей час у селі розквартирували козаків Оренбурзького полку. Харчувались вони на полковій кухні, ділячи пайок з господарями, спали в хатах на соломі, а коні тримали у хлівах господарів. У єврейській хаті на Вигоні розмістився полковий оркестр.
Разом з козаками «у біги» подався Василь Баєчко з сім'єю. Дістався аж до Астрахані. Згодом, щоб повернутись назад, він змушений був дістати дозвіл самого губернатора. У Немовичах його призначили збирачем податків. Гроші він власноруч носив здавати у Луцьк.

### Міжвоєнна Польща
У 1918 році в селі з'явився загін сил Директорії. У вересні 1920 року Немовичі знову потрапляють під польську окупацію. Майже на двадцять літ згідно з Ризьким договором село входить у Сарненський повіт Волинського воєводства і стає гминою.
У 1921 році в Немовичах проживало 94 євреї. В XIX — поч. XX ст. євреї займалися в основному торгівлею і різноманітними ремеслами. У 1914 євреям належало 6 бакалійних лавок. У 1-й пол. XX ст. в Немовичах було дві синагоги (обидві хасидські). Влітку 1941 Немовичі зайняли частини військ вермахту. У 1942 немовицькі євреї були депортовані в гетто районного міста Сарни і наприкінці серпня 1942-го розстріляні разом з місцевими євреями.

### Радянський період
В грудні 1939 року село в складі Сарненського району ввійшло у новостворену Рівненську область. Почалася насильницька колективізація і політичний терор, сотні заможних селян було вивезено до Сибіру.
У 1939 р. відійшло до Українській Радянській Соціалістичній Республіці. В цьому ж таки 1939 р. громада села обрала головою Олексія Савчина, який очолював громаду села до кінця 1945 р.
У жовтні 1947 року у селі було створено колгосп «Радянська Україна». , який очолив Іларіон Степанович Пацьола. Головою сільської Ради призначили Северина Свирида.
Взимку 1940 року з Немович вивезли дві сім'ї у Вологодську область.

### Друга світова війна
З початком Другої світової війни більшість чоловіків, котрих мобілізували на початку липня 1941 року, потрапили в німецький полон. Дійшовши до Клесова, вони рушили в напрямку Білорусі, де їх оточили німецькі війська. Декому з новобранців вдалося втекти по дорозі до Клесова, дехто, потрапивши у полон, згодився служити в німецькій армії і отримавши короткочасну відпустку, залишився дома.

### Боротьба УПА проти радянської окупації
У селі Немовичі отаманом Тарасом Бульбою було видано перший наказ про початок боротьби і створення повстанської армії.
Звірства окупантів викликали активний рух опору. Немовичани цілими сім'ями воювали в загонах УПА, та Поліської Січі під проводом Тараса Бульби-Боровця.
Щоб не викликати репресій серед членів сімей з боку окупантів, вступаючі в ряди повстанців відмовлялися від своїх прізвищ і приймали нові клички, різні псевдоніми. Відомо, що прізвище «Наливайка» було Левинець, і походив він із села Немовичі. Никон Юхимович Жук, уродженець Немовичів, — відомий тисячник УПА на псевдо «Ярема», який керував штабом у 1943—1945 роках у Тинному.
Бій між станціями Немовичі й Малинськ (станція) на залізничному шляху Рівне — Сарни звели дві сотні УПА — сотня Дороша і сотня Яреми з каральним відділом німецького генштабу силою 150 людей. Вночі з 23 на 24 червня 1943 р. зірванням шин вщент знищено гестапівський відділ, що їхав палити села. Здобиччю повстанців була велика кількість німецької автоматичної зброї та амуніції. В бою були ранені обидва командири УПА — Дорош і Ярема.
У 1942 р. загін С. Ковпака пройшов околицею села і зупинився на ночівлю у хаті П. С. Панчук, чоловіка якої забрали на фронт. За доносом когось із сусідів господиню викликали на допит у комендатуру. Голова села Олексій Савчин зумів розсіяти підозри німців і жінку відпустили. У 1945 році Савчин О. С. був розстріляний в м. Рівне в Першій Рівненській тюрмі НКВС.

### Керівники колгоспу і сільські голови
Головами колгоспу «Радянська Україна» були: Пацьола М. С., Лейсмар В., Добровольський М. Арс., Жакун П. І., Гула В., Гнатюк Б. М., Кичан П. О., Мичка А. М.
У проміжку з 1939 року по теперішній час сільським головою були:
- Ткач К. А. 1939—1940 рр.;
- Васильчик М. В. 1941-42 рр.;
- Савчин О. С. 1942-45 рр.;
- Свирид С. М. 1945-47 рр.;
- Колядко Ф. Ф. 1947-51 рр.;

З 1951 року — по наш час:
- Соломчук І.;
- Гордієнко М.;
- Пасічник М. (2 каденції);
- Онищук В. К. (2 каденції і 31 жовтня 2010 р . обраний втретє)
- Савчин В. М.

### Церква
Перша церква була збудована у 1721 році, але не збереглася. У 1881 р. у селі побудована нова дерев'яна церква в ім'я преподобної Параскевії, яка діє і по даний час. Церква була побудована на пожертвування селян і священика Василя Петровича Боровського. Псаломщиком був Аристарх Федорович Левицький (з 1858 року), пономарем — Іван Васильович Якимович (з 1843 р.). Вперше відправа у церкві відбулась на свято Преподобної Параскеви Сербської. Тому і престольний празник у Немовичах відмічається на це свято. Згодом священиком був Дучинський Василь. Церковним хором керував Шостацький. Хор співав слов'янською мовою, а на Великдень — українською.

## Населення
Станом на 1859 рік, у Немовичах налічувалося 117 дворів та 835 жителів (412 чоловіків і 423 жінок), з них 797 православних, 27 євреїв і 11 римо-католиків.
За переписом населення 2001 року в селі мешкало 3 099 осіб.

### Мова
Розподіл населення за рідною мовою за даними перепису 2001 року:
| Мова       | Відсоток |
| ---------- | -------- |
| українська | 99,47 %  |
| російська  | 0,47 %   |
| білоруська | 0,03 %   |
| угорська   | 0,03 %   |

## Сучасність
В селі діють культурно-дозвіллєвий комплекс «Сокіл» і бібліотека.

## Відомі люди

### Народились
- Боровик Север'ян Григорович — травознавець.
- Гусак Марія Михайлівна (* 1963) — заслужена майстриня народної творчості України.
- Мельник Вадим Васильович — український футболіст.
- Мичка Віктор Мартинович (1976—2023) — солдат національної гвардії України, учасник російсько-української війни.
- Семенюк Никон Юхимович («Ярема»; 1919—1945) — український військовик, майор УПА.